# Institut aérotechnique

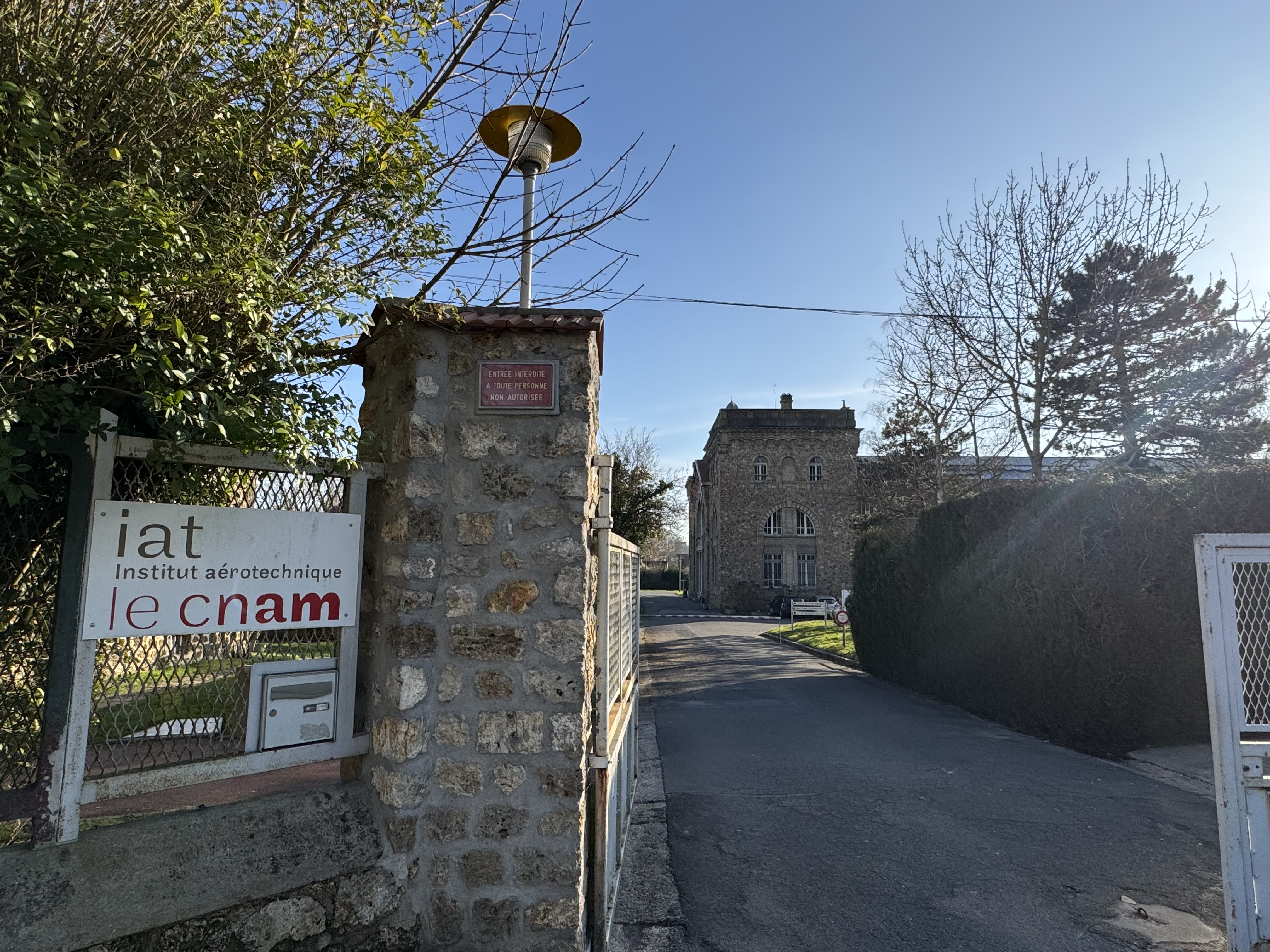
Institut aérotechnique

Das Institut aérotechnique (IAT) ist ein französisches öffentliches Forschungslabor des Conservatoire national des arts et métiers, das sich auf aerodynamische Studien spezialisiert hat und seinen Sitz in Saint-Cyr-l’École (Yvelines) hat.

## Geschichte
Die Gründung im Jahr 1910 dieses Instituts ist einer Initiative von Henry Deutsch de la Meurthe zu verdanken, der auch Gründer des Aéro-Club de France ist. Die Einweihung fand am 8. Juli 1911 statt.
1933 wurde das Institut dem C.N.A.M. (Conservatoire national des arts et métiers) angegliedert und verlor so seine Eigenständigkeit.
Derzeit verfügt es über mehrere Windkanäle, von denen einige auf die Bereiche Automobil, Eisenbahn und Luft- und Raumfahrt spezialisiert sind. Im Bereich Luftfahrt unterhält das Labor eine Partnerschaft mit dem Institut polytechnique des sciences avancées.